# Migliori prestazioni europee nei 3000 metri piani
La lista delle migliori prestazioni europee nei 3000 metri piani, aggiornata periodicamente dalla World Athletics, raccoglie i migliori risultati di tutti i tempi degli atleti europei nella specialità dei 3000 metri piani.

## Maschili outdoor
Statistiche aggiornate al 9 giugno 2023.
|     | Tempo     | Atleta             | Luogo     | Data           |
| --- | --------- | ------------------ | --------- | -------------- |
| 1.  | 7'24"00 + | Jakob Ingebrigtsen | Parigi    | 9 giugno 2023  |
| 2.  | 7'26"62   | Mohammed Mourhit   | Monaco    | 18 agosto 2000 |
| 3.  | 7'27"64   | Mohamed Katir      | Gateshead | 13 luglio 2021 |
| 4.  | 7'29"34   | Isaac Viciosa      | Oslo      | 9 luglio 1998  |
| 5.  | 7'30"36   | Mark Carroll       | Monaco    | 4 agosto 1999  |
| 6.  | 7'30"50   | Dieter Baumann     | Monaco    | 8 agosto 1998  |
| 7.  | 7'30"78   | Mustapha Essaïd    | Monaco    | 8 agosto 1998  |
| 8.  | 7'31"59   | Manuel Pancorbo    | Oslo      | 9 luglio 1998  |
| 9.  | 7'32"32   | Enrique Molina     | Oslo      | 4 luglio 1997  |
| 10. | 7'32"49   | Alistair Ian Cragg | Monaco    | 25 luglio 2007 |

## Femminili outdoor

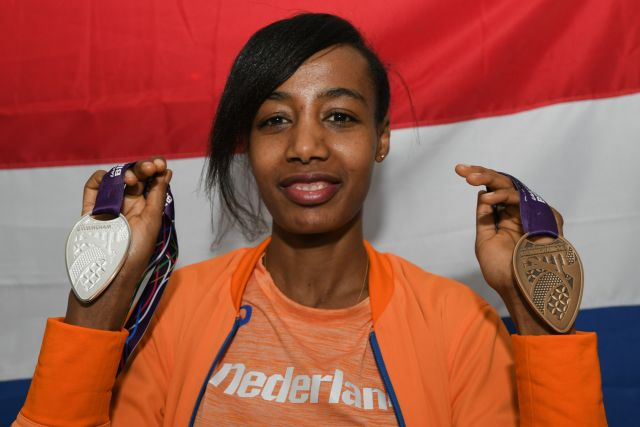
Sifan Hassan, detentrice del record europeo dei 3000 m

Statistiche aggiornate al 17 giugno 2022.
|     | Tempo   | Atleta                  | Luogo      | Data           |
| --- | ------- | ----------------------- | ---------- | -------------- |
| 1.  | 8'18"49 | Sifan Hassan            | Stanford   | 30 giugno 2019 |
| 2.  | 8'20"07 | Konstanze Klosterhalfen | Stanford   | 30 giugno 2019 |
| 3.  | 8'21"42 | Gabriela Szabó          | Monaco     | 19 luglio 2002 |
| 4.  | 8'21"64 | Sonia O'Sullivan        | Londra     | 15 luglio 1994 |
| 5.  | 8'22"20 | Paula Radcliffe         | Monaco     | 19 luglio 2002 |
| 6.  | 8'22"62 | Tat'jana Kazankina      | Leningrado | 26 agosto 1984 |
| 7.  | 8'23"26 | Ol'ga Egorova           | Zurigo     | 17 agosto 2001 |
| 8.  | 8'25"40 | Elena Zadorožnaja       | Roma       | 29 giugno 2001 |
| 9.  | 8'25"56 | Tat'jana Tomašova       | Roma       | 29 giugno 2001 |
| 10. | 8'26"07 | Laura Weightman         | Stanford   | 30 giugno 2019 |

## Maschili indoor

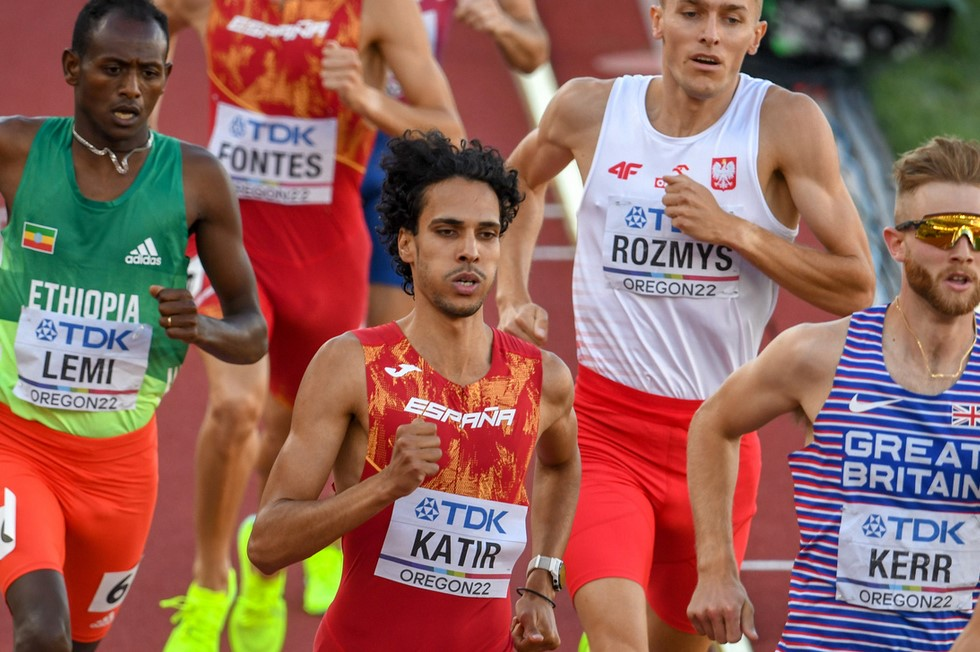
Mohamed Katir, detentore del record europeo dei 3000 m indoor

Statistiche aggiornate al 16 febbraio 2023.
|     | Tempo   | Atleta            | Luogo      | Data             |
| --- | ------- | ----------------- | ---------- | ---------------- |
| 1.  | 7'24"68 | Mohamed Katir     | Liévin     | 15 febbraio 2023 |
| 2.  | 7'30"82 | Adel Mechaal      | New York   | 6 febbraio 2022  |
| 3.  | 7'31"97 | Sam Atkin         | Boston     | 27 gennaio 2023  |
| 4.  | 7'32"41 | Sergio Sánchez    | Valencia   | 13 febbraio 2010 |
| 5.  | 7'32"98 | Alberto García    | Siviglia   | 22 febbraio 2003 |
| 6.  | 7'33"47 | Josh Kerr         | New York   | 11 febbraio 2023 |
| 7.  | 7'33"73 | Bouabdellah Tahri | Stoccolma  | 10 febbraio 2010 |
| 8.  | 7'34"31 | Andreas Almgren   | Liévin     | 17 febbraio 2022 |
| 9.  | 7'34"47 | Mo Farah          | Birmingham | 21 febbraio 2009 |
| 10. | 7'34"74 | Mario García      | Boston     | 27 gennaio 2023  |

## Femminili indoor

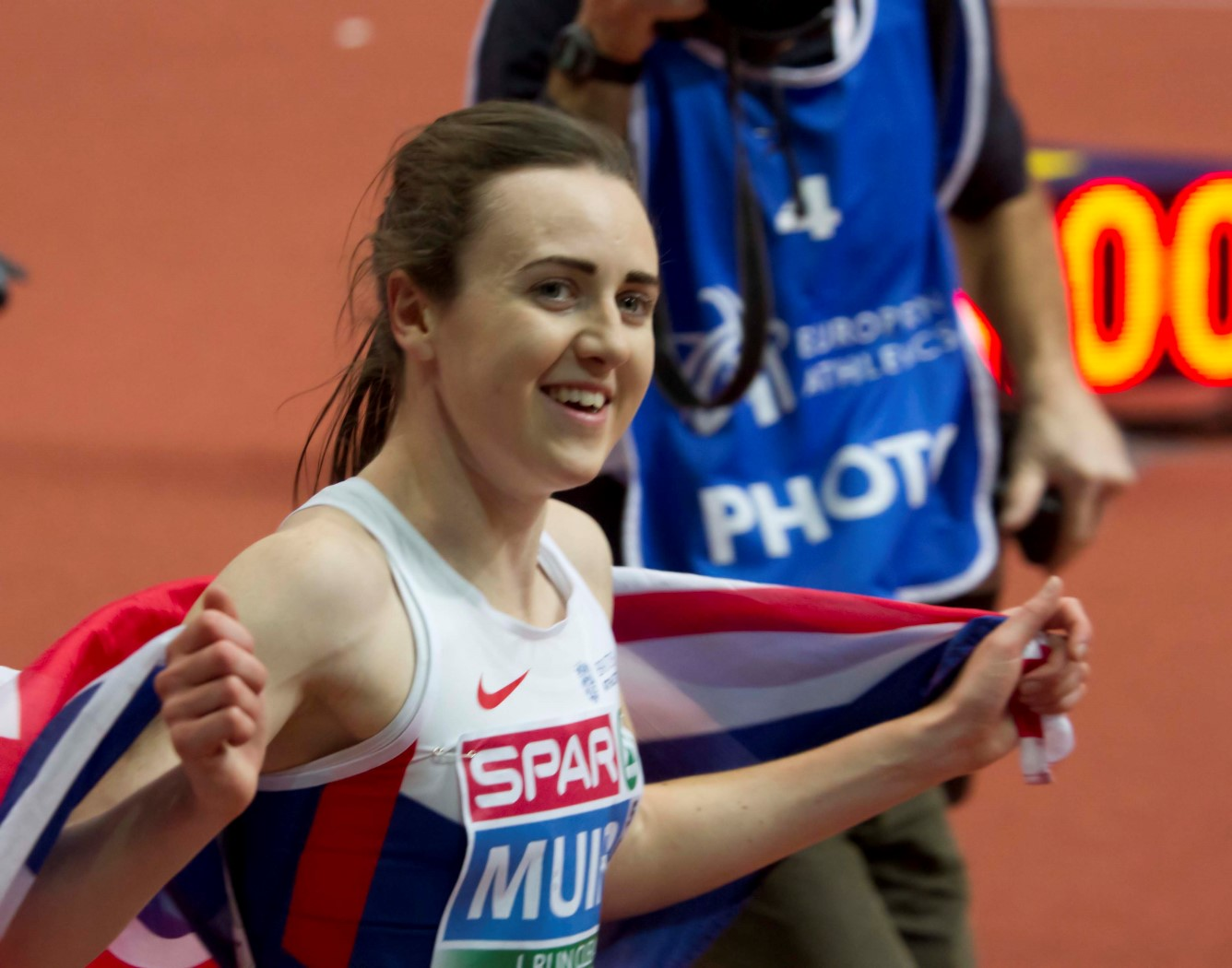
Laura Muir, primatista europea indoor dei 3000 m

Statistiche aggiornate al 17 giugno 2022.
|     | Tempo   | Atleta                  | Luogo      | Data             |
| --- | ------- | ----------------------- | ---------- | ---------------- |
| 1.  | 8'26"41 | Laura Muir              | Karlsruhe  | 4 febbraio 2017  |
| 2.  | 8'27"86 | Lilija Šobuchova        | Mosca      | 17 febbraio 2006 |
| 3.  | 8'28"49 | Anna Al'minova          | Stoccarda  | 7 febbraio 2009  |
| 4.  | 8'29"00 | Olesja Syreva           | Mosca      | 17 febbraio 2006 |
| 5.  | 8'30"76 | Sifan Hassan            | Birmingham | 18 febbraio 2017 |
| 6.  | 8'31"50 | Joanne Pavey            | Stoccarda  | 3 febbraio 2007  |
| 7.  | 8'32"47 | Konstanze Klosterhalfen | Lipsia     | 16 febbraio 2019 |
| 8.  | 8'32"88 | Gabriela Szabó          | Birmingham | 18 febbraio 2001 |
| 9.  | 8'33"82 | Elly van Hulst          | Budapest   | 4 marzo 1989     |
| 10. | 8'34"80 | Liz McColgan            | Budapest   | 4 marzo 1989     |